# 所略乡
所略乡，是中华人民共和国广西壮族自治区河池市巴马瑶族自治县下辖的一个乡镇级行政单位。

## 行政区划
所略乡下辖以下地区：
所圩村、坡帮村、料乡村、甲略村、坡晚村、福乡村、平六村、六能村、龙凤村、尚勤村、弄中村、百九村、弄阳村、弄神村、局桑村、彩乡村、力那村和浪因村。